# ため息 (エルガー)
『ため息』（伊: Sospiri）作品70は、エドワード・エルガーが作曲した弦楽合奏とハープ（またはピアノ）、オルガン（またはハーモニウム）のための楽曲。第一次世界大戦の開戦直前に作曲された。
エルガーは元々、『愛の挨拶』（仏: Salut d'Amour）と対になるようなヴァイオリンとピアノのための楽曲を作曲し、『愛のため息』（仏: Soupir d'Amour）という表題とすることを構想していた。しかし、作曲の最中に曲がより情熱的なものであることに気付き、イタリア語で「ため息」を意味する『ソスピーリ』（Sospiri）と名付けることにした。
初演は1914年8月15日、ヘンリー・ウッドの指揮によりロンドンのクイーンズ・ホールで行われた。曲はエルガーの長年の友人であったヴァイオリニストのウィリアム・ヘンリー・リードへと献呈されている。

## 楽曲構成
アダージョ 4/4拍子 ニ短調
2小節の導入に続き、第1ヴァイオリンによって物悲しい譜例1の旋律が奏でられる。

譜例1
もう一つの主題は広い音域を行き来する、より熱を帯びたもの（譜例2）。

譜例2
譜例1が1オクターブ低く再現し、最後はピアニッシッシッシモ（pppp）でヘ長調の響きの中に消えるように終わる。
演奏時間は約5分。